# Fallon Henley
Theresa Schuessler (ur. 25 września 1994 w Tampie) – amerykańska wrestlerka. W 2021 r. podpisała kontrakt zawodniczy z amerykańską federacją World Wrestling Entertainment (WWE), gdzie została przydzielona do brandu NXT pod pseudonimem ringowym Fallon Henley. W 2023 r. wspólnie z Kianą James zdobyła NXT Women’s Tag Team Championship.
Karierę zawodniczą rozpoczęła w 2017 r. Rywalizowała, m.in. w federacjach Shine Wrestling, Shimmer Women Athletes i All Elite Wrestling (AEW) jako Tesha Price. Wystąpiła również w dark matchu przed drugą edycją turnieju Mae Young Classic, organizowanego przez WWE.

## Mistrzostwa i osiągnięcia
- Pro Wrestling Illustrated
  - PWI umieścił ją na 240. miejscu rankingu wrestlerek Top 250 w 2023 r.[6]
- WWE
  - NXT Women’s Tag Team Championship (1 raz) – z Kianą James